# دورة فرنسا المفتوحة 1990
قائمة بطولات دورة رولان غاروس لعام 1990:

## الكبار

### فردي رجال
أندرياس غوميز هزم  أندريه أغاسي, النتيجة:6-3, 2-6, 6-4, 6-0

### فردي سيدات
مونيكا سيليش هزمت  شتيفي غراف, النتيجة:7-6, 6-4

### زوجي رجال
سيرجيو كاسال و إيميلو سانشيز هزما  غوران إيفانوفيتش و بيتر كوردا, النتيجة:7-5, 6-3

### زوجي سيدات
يانا نوفوتنا و هيلينا سوكوفا هزمتا  لاريسا نايلاند و ناتاشا زفريفا, النتيجة:6-4, 7-5

### زوجي مختلط
أرانتاكسا سانشيز و جورج لوزانو هزما  نيكول بروفيز و داني فايسر, النتيجة:7-6 (5), 7-6 (8)

## الشباب

### فردي أولاد
أندريه غوادينزي هزم  توماس إنكفيست, النتيجة:2-6, 7-6, 6-4

### فردي بنات
مجدالينا مالييفا هزمت  تاتيانا إجناتيفا, النتيجة:6-2, 6-3

### زوجي أولاد
سيباستيان ليبلانك و سيباستيان لارو

### زوجي بنات
روكساندرا دراجومير و إيرينا سبيريلا